# Streitheim

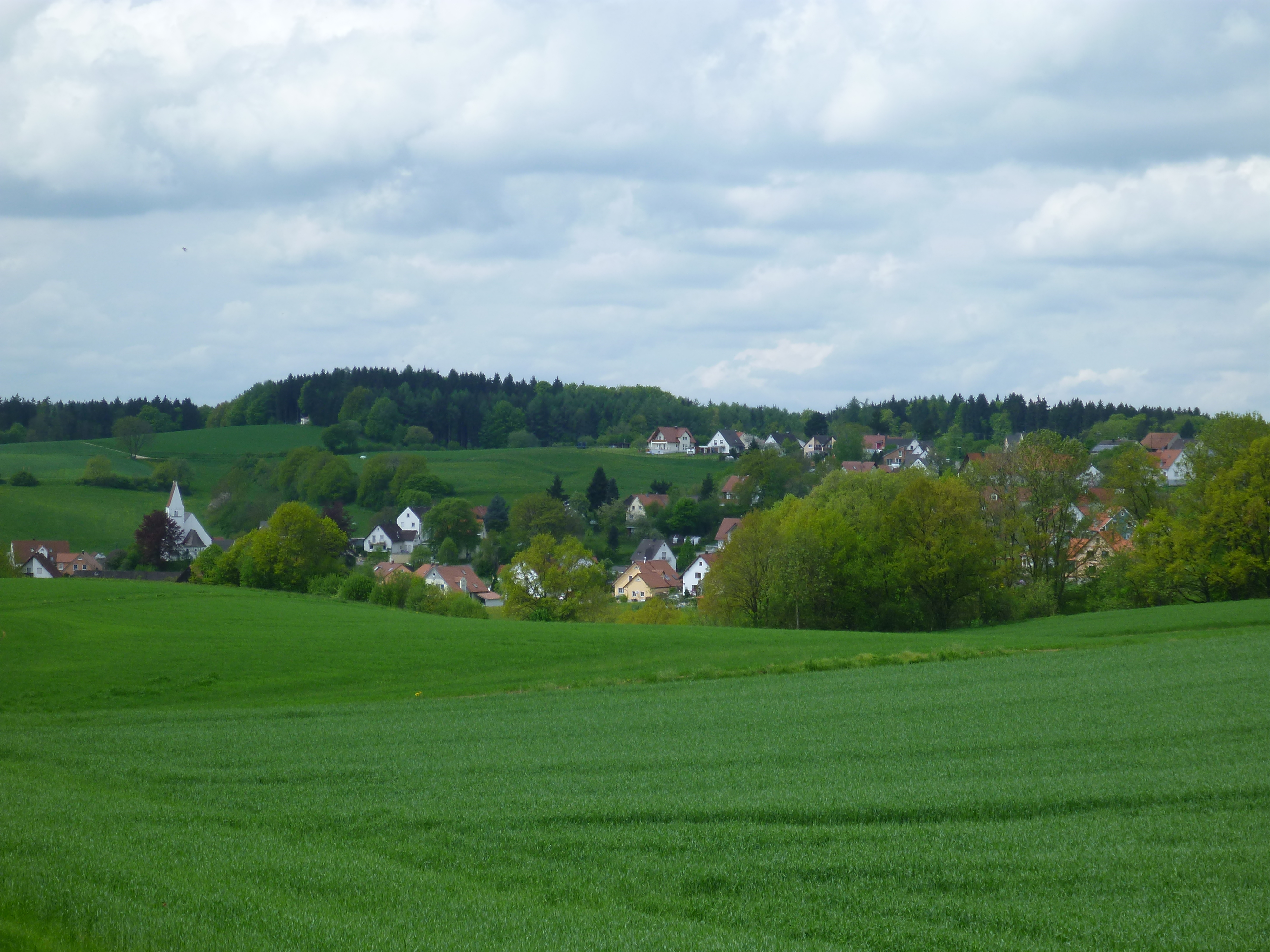
Ansicht Streitheim von Osten

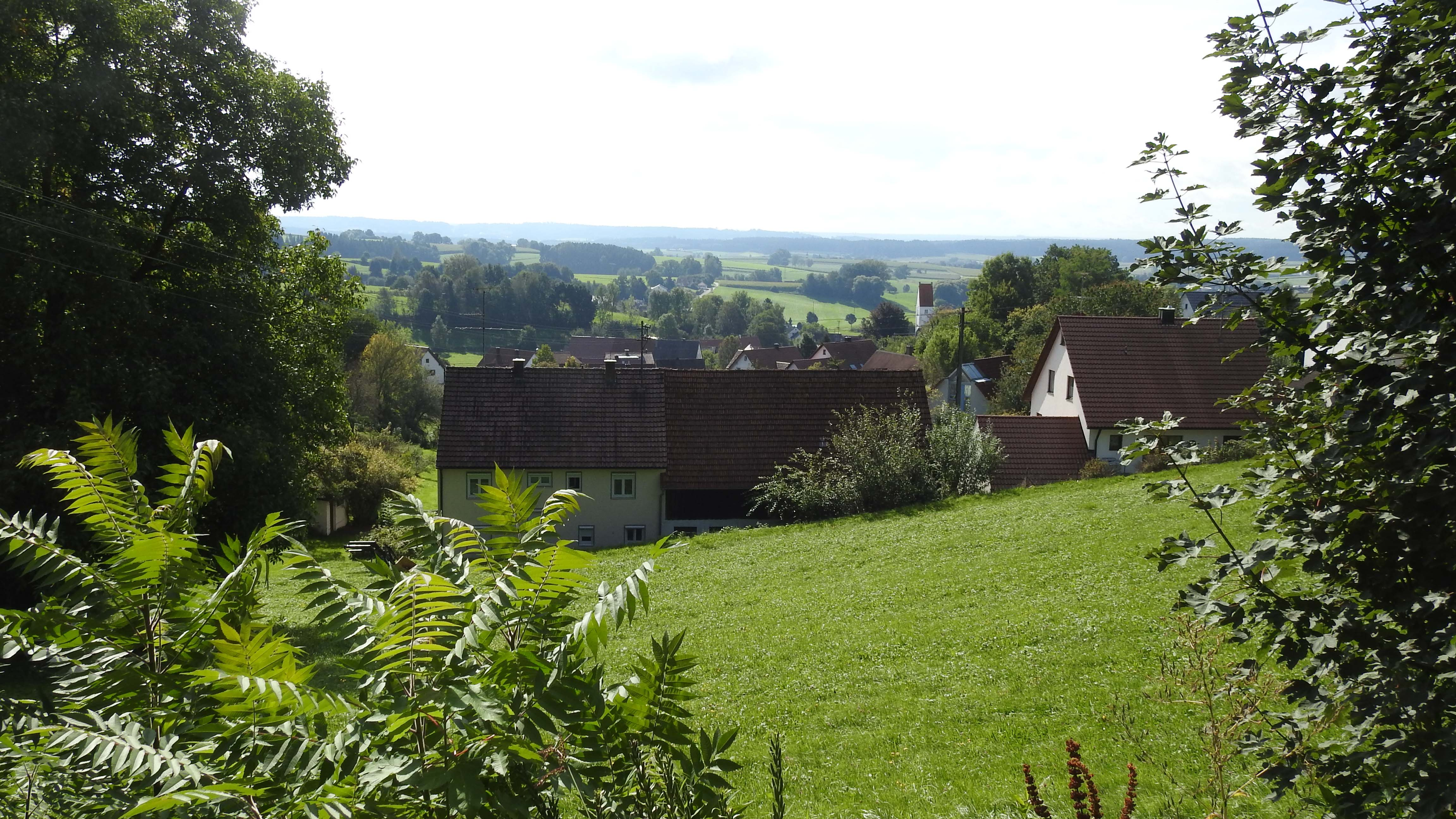
Streitheim von Norden

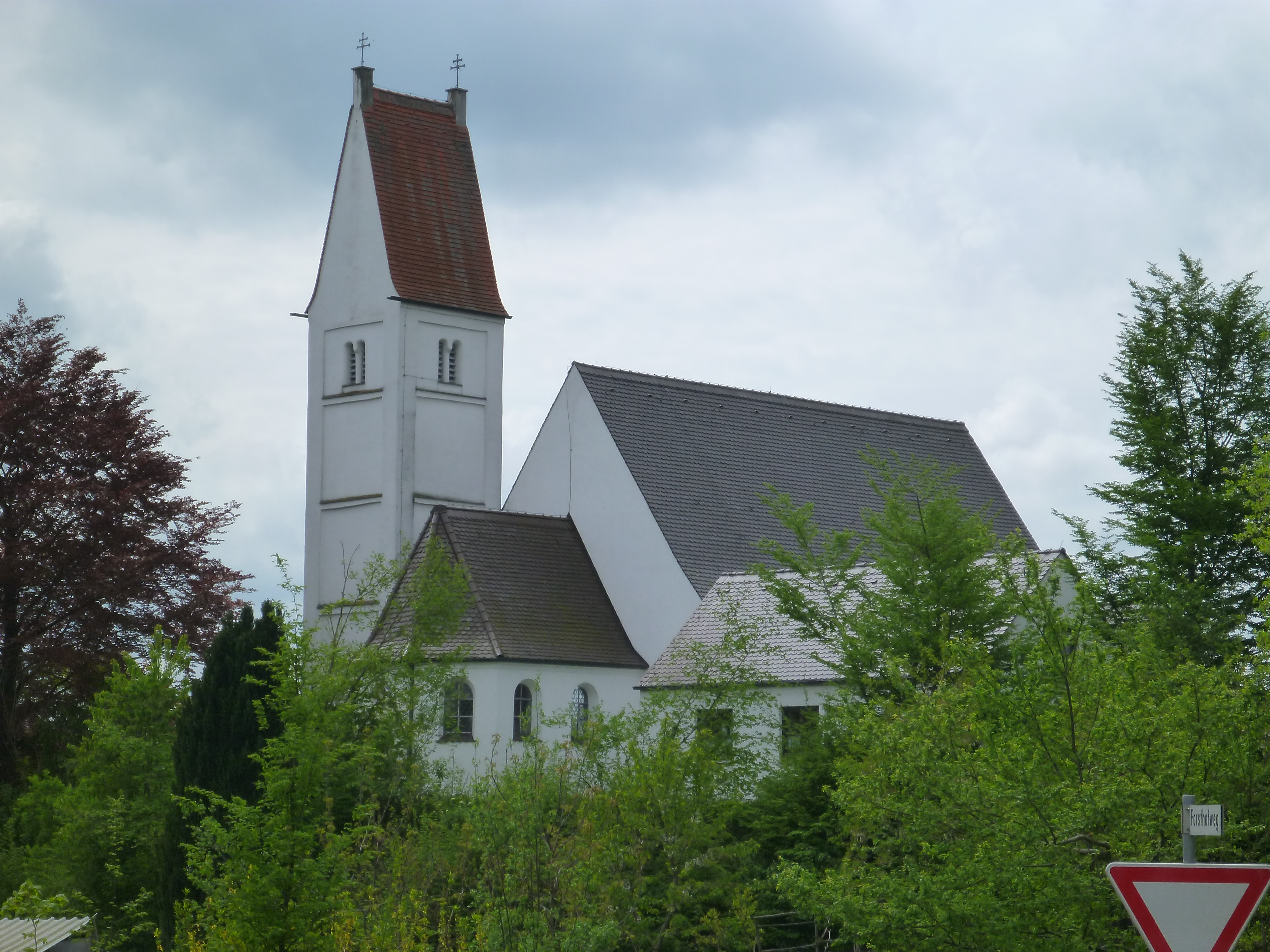
Katholische Kuratiekirche St. Vitus

Streitheim ist ein Gemeindeteil des Marktes Zusmarshausen im schwäbischen Landkreis Augsburg in Bayern (Deutschland). Zur Gemarkung gehören die Einöden Lüftenberg und Weilerhof.

## Lage
Das Pfarrdorf Streitheim liegt im Gebiet des „Streitheimer Forstes“ inmitten des „Naturparks Augsburg – Westliche Wälder“.
Die Kreisstraße A 33 führt von Auerbach über Streitheim und Lüftenberg nach Ehgatten und mündet in die Staatsstraße 2032.
In Streitheim befindet sich eine Volkssternwarte, die am 11. August 1999, dem Tag der letzten totalen Sonnenfinsternis, eröffnet wurde.
Zusätzlich steht in Streitheim eine Kamera des Europäischen Feuerkugelnetzes, die nachts durch ihre Aufnahmen der Erfassung der Flugbahnen von Meteoriten dient.

## Geschichte
Der Ort Streitheim ist aus dem im Jahre 1316 urkundlich erstmals erwähnten Forst- und Rodungshof „Lüftenberg“ der Augsburger Bischöfe hervorgegangen. Dieser Name "Lüftenberg" ging später auch auf den höher gelegenen Teil der Ortschaft über.
Der Ort Streitheim selbst war, von Beginn seiner Entstehung an, Eigentum der Augsburger Bischöfe. Von 1367 bis 1466 waren Streitheim und der Forsthof Lüftenberg als bischöfliches Lehen an die adeligen Herren von Waldkirch vergeben. 1466 fiel das Lehen an das Hochstift Augsburg zurück. Zur Zeit der Waldkircher Lehnsträger scheint es unterhalb des Lüftenberges auch einen Burgstall in Form einer kleinen Wasserburg als Wohnsitz der Waldkircher Herren gegeben zu haben. Unbekannt ist, wer diese Wasserburg erbaute und wann diese abgegangen ist. Von 1505 bis zur Säkularisation im Jahre 1802 unterstand der Ort dem bischöflichen Pflegamt des Hochstifts Augsburg in Zusmarshausen.
An den großen Bauernaufständen im Jahre 1525 nahmen auch 19 Einwohner aus Streitheim teil. Sie schlossen sich den 4075 aufständischen Bauern des „Leipheimer Haufens“ an. Am 4. April 1525 kam es zur großen Schlacht bei Leipheim, bei der die Bauern vom Heer des Schwäbischen Bundes unter Führung von Georg Truchsess von Waldburg-Zeil (genannt der „Bauernjörg“) vernichtend geschlagen wurden.
Hart getroffen wurde Streitheim am Ende des Dreißigjährigen Krieges, während der Schlacht bei Zusmarshausen, am 17. Mai 1648. Dabei wurde der Ort völlig zerstört und zur Wüstung. Erst 13 Jahre nach Ende des Krieges zählte man in Streitheim wieder 18 Häuser. Vor dem Krieg waren es 32.
Bei der Säkularisation 1802 ging der Ort an das Doppelkurfürstentum und spätere Königreich Bayern über. 1818 wurden im Landgericht Zusmarshausen 44 eigenständige Gemeinden gebildet (Zweites Gemeindeedikt). Darunter befand sich auch Streitheim mit dem Ortsteil Lüftenberg, der Einöde Weilerhof und dem Weiler Ehgatten.
Von 1862 bis 1929 gehörte die nunmehr selbstständige Gemeinde Streitheim mit ihren Ortsteilen zum Bezirksamt Zusmarshausen und ab 1929 zum Bezirksamt Augsburg, das ab 1939 als Landkreis Augsburg bezeichnet wurde.
Im Zuge der Gebietsreform in Bayern am 1. Mai 1978 wurde die Gemeinde Streitheim in den Markt Zusmarshausen eingegliedert. Der ehemalige Ortsteil Ehgatten kam nach Welden.
Die katholische Kuratie Sankt Vitus in Streitheim gehört zur Pfarrei Sankt Martin in Horgau. Zur Kuratie gehören auch Lüftenberg und Weilerhof.
Früher lag Streitheim mit einer Bedarfshaltestelle („Bahnhof Streitheim“) an der 1989 stillgelegten Bahnstrecke Augsburg–Welden, genannt Weldenbahn.

## Persönlichkeiten
Am 20. Mai 1864 wurde in Streitheim mit Willibald Siemann einer der bedeutendsten Orgelbaumeister des süddeutschen Raumes geboren. Er stammte aus dem damaligen Söldeanwesen Haus Nr. 10 und war ein Sohn des Kleinbauern und Tagelöhners Willibald Siemann und dessen Ehefrau Josefa (geb. Dormair). Siemann erlernte den Orgelbau bei seinem Onkel (oder Schwager?) Martin Binder, der in Pfaffenhofen an der Ilm eine Orgelbauwerkstätte besaß. Er wurde bereits im Alter von 22 Jahren (1886) Teilhaber an der Firma seines Onkels, übersiedelte mit diesem im Jahre 1890 nach Regensburg (Binder & Siemann), eröffnete aber gleichzeitig eine eigene Firma in München (W. Siemann & Co). 1904 vereinigte er beide Werkstätten zu einem Großbetrieb (Willibald Siemann & Co., München), der sich zu einem führenden in Bayern entwickelte. Willibald Siemann starb am 28. Februar 1932 in München. Siemann baute über 500 Orgeln in Bayern und Oberschlesien. Einzelne seiner Orgeln werden noch heute bespielt.